# Zuidelijke halvemaanzweefvlieg
De zuidelijke halvemaanzweefvlieg (Scaeva dignota) is een vliegensoort uit de familie van de zweefvliegen (Syrphidae). De wetenschappelijke naam van de soort werd in 1857 als Lasiophthicus dignota gepubliceerd door Camillo Róndani.
De zuidelijke halvemaanzweefvlieg is zeldzaam in Nederland en België. Hij wordt het vaakst waargenomen in tuinen en op balkons.